# Тесёлкин, Авенир Степанович
Авенир Степанович Тесёлкин (12 февраля 1930, Саратов — 26  января 2016, Москва) — советский и российский востоковед-лингвист, лексикограф, специализовавшийся по индонезийскому и яванскому языкам. Доктор филологических наук.

## Краткая биография
Окончил в 1954 году Московский институт востоковедения. Работал преподавателем, а затем заведующим языковой кафедрой  Военного краснознаменного института. В 1963 году в  Институте народов Азии защитил диссертацию на соискание научной степени кандидата филологических наук «Очерки по современному яванскому языку». В 1982—1985 гг. был директором Государственного музея искусства народов Востока. С 1994 года — профессор, преподаватель индонезийского языка Восточного университета (с 2011 года Институт стран Востока).

## Основные публикации
- Индонезийкий язык. М., 1961 (совмество с Н. Ф. Алиевой);
- Краткий очерк индонезийского языка. Приложение к Индонезийско-русскому словарю. М., 1961;
- Сказки и легенды южного Сулавеси. (Перевод с индонезийского языка). Из-во восточной л-ры. М, 1958.
- Яванский язык. М., 1961;
- Очерк "Древнеяванский язык (кави). Из-во Восточной л-ры. М., 1963;
- Индонезийско-русский учебный словарь. М., 1964 (совместно с А. П. Павленко);
- Учебное пособие по военному переводу (индонезийский язык). М.: Из-во Московского университета им. МВ Ломоносова, 1967 (совместно с Ю. Н. Кузовкиным);
- Учебный словарь яванского языка. М.: Военный институт иностранных языков, 1969;
- Old Javanese (Kavi). New-York: Cornel University, 1972;
- Русско-индонезийский словарь. Редактор Шахрул Шариф. М., 1972 (совместно с Белкиной Е. С., Павленко А. П., Ушаковой Л. И.);
- Лекции по обобщающему курсу грамматики малайского языка. Часть 1 Морфология. М.: Военный институт иностранных языков, 1974;
- Лексикология и фразеология индонезийского языка. Курс лекций. М.: Военный краснознаменный институт, 1980;
- Основы теоретической грамматики индонезийского языка. Часть 2. Синтаксис. М.: Военный краснознаменный институт, 1980 г. (в соавторстве с НФ Алиевой).
- Учебное пособие по речевой практике и переводу индонезийского языка. М.: Восточный университет, 1999;
- Индонезийский язык. Основной курс обучения. М.: Восточный университет, 2004;
- Индонезийский язык. Книга для чтения. М.: Восточный университет, 2004;
- Малайский язык в роли государственного в Индонезии, Малайзии, Сингапуре и Брунее. М.: Восточный университет, 2005;
- Индонезийский язык. Учебное пособие для 1 — 2 курсов. М.: Восточный университет, 2006;
- «Джакартский язык». — Малайско-индонезийские исследования. Выпуск XVIII. М.: Общество Нусантара, 2008, 144—166.